# خورين (مهر أباد)
خورين (بالفارسية: خورین) هي قرية تقع في إيران في قسم مهر أباد الريفي. يقدر عدد سكانها بـ 117 نسمة بحسب إحصاء 2016.